# Mimas tiliae
Mimas tiliae (sfinxul teiului) este o specie de molie din familia Sphingidae. Poate fi întâlnită de-a lungul regiunii palearctice și în Orientul Apropiat, și a fost identificată și în Canada de Est.

## Descriere
Anvergura este de 70 până la 80 mm, masculii fiind mai mici dar mai bine marcați decât femelele. Această molie zboară în lunile mai și iunie (în Insulele Britanice), cu mici variații, și sunt atrase de lumină. Adulții nu se hrănesc.
Larva este verde și are marcaje roșii și galbene pe laterale. Se hrănește cu tei, însă au fost înregistrate și alte plante. Culoarea lor se schimbă în gri-purpuriu când sunt gata să se transforme în pupă. Această specie iernează în stadiul de pupă în sol, la baza copacului gazdă.

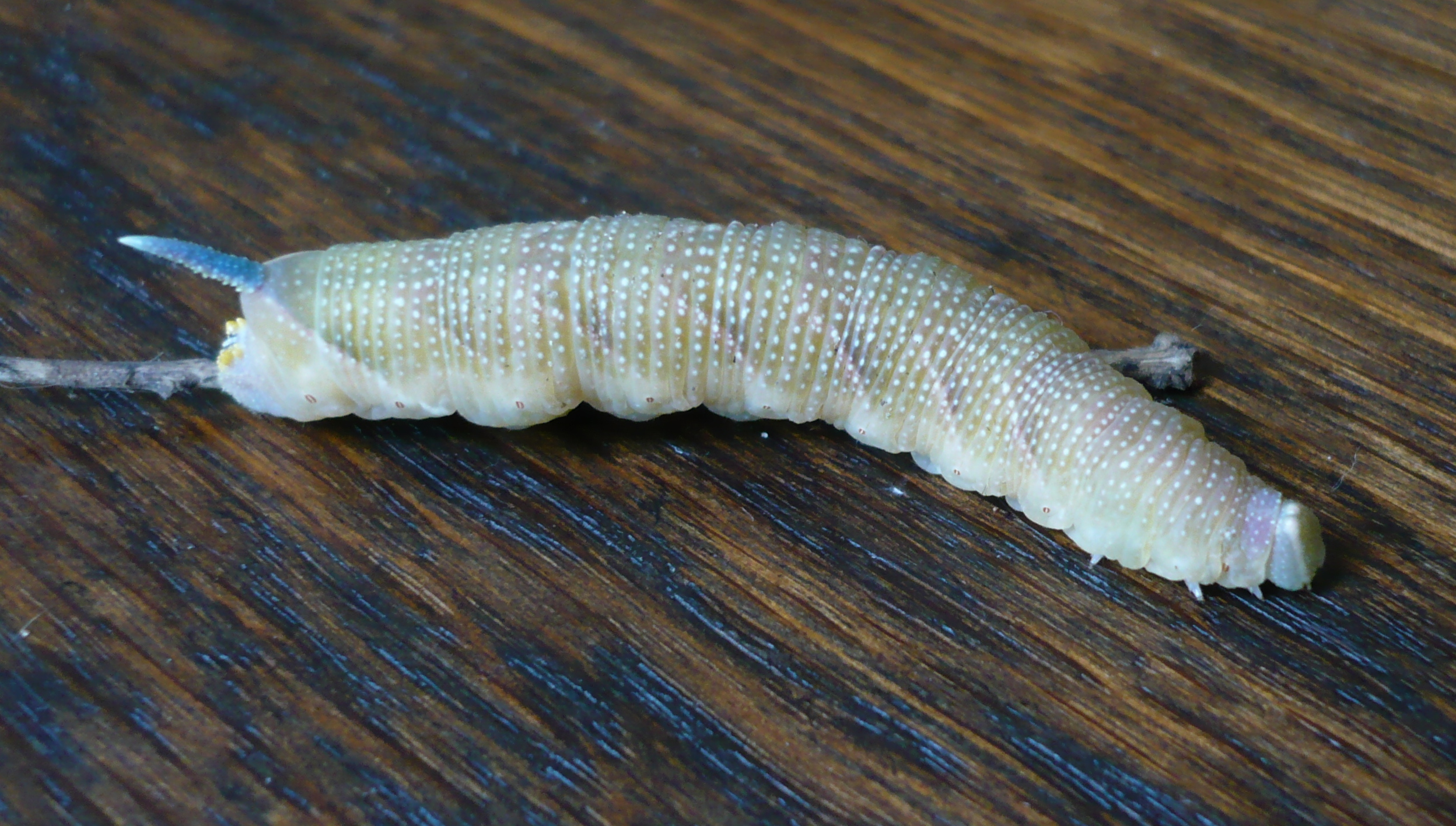
Omidă
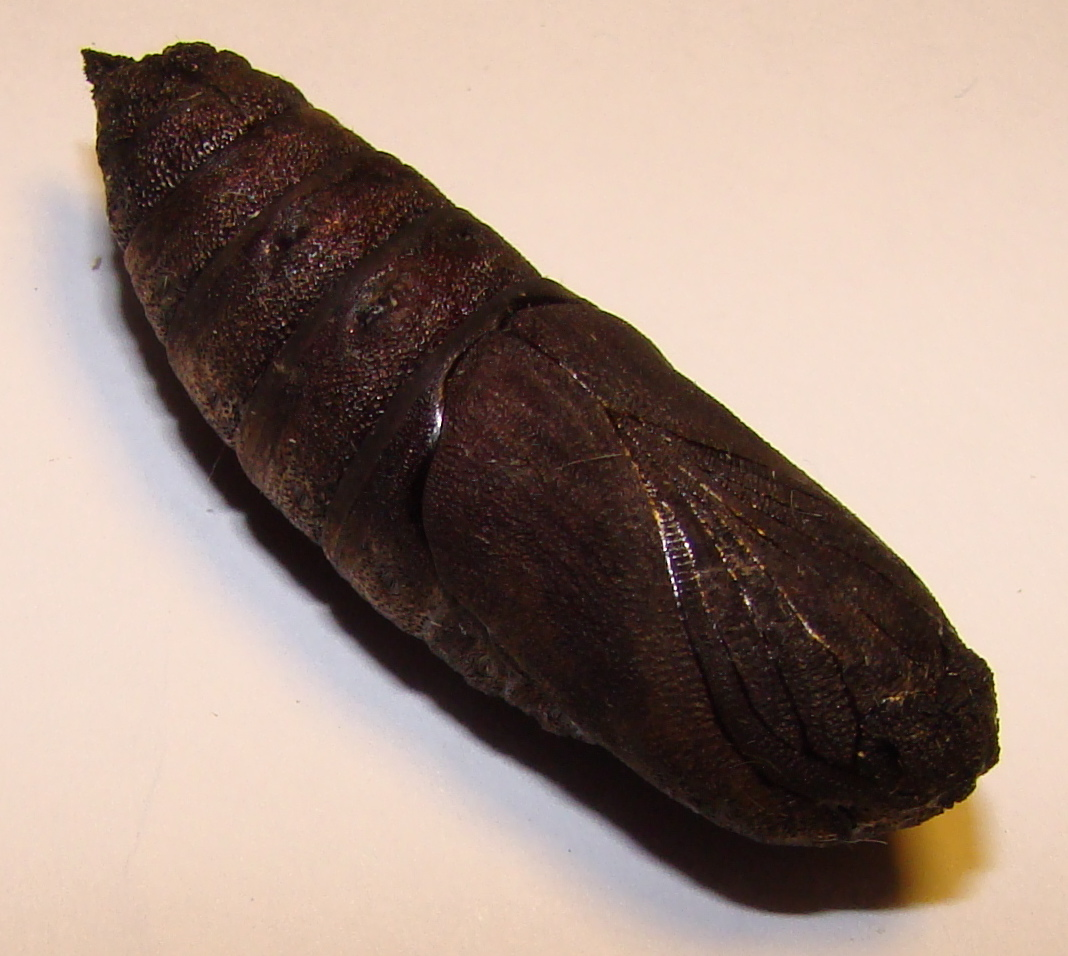
Pupă

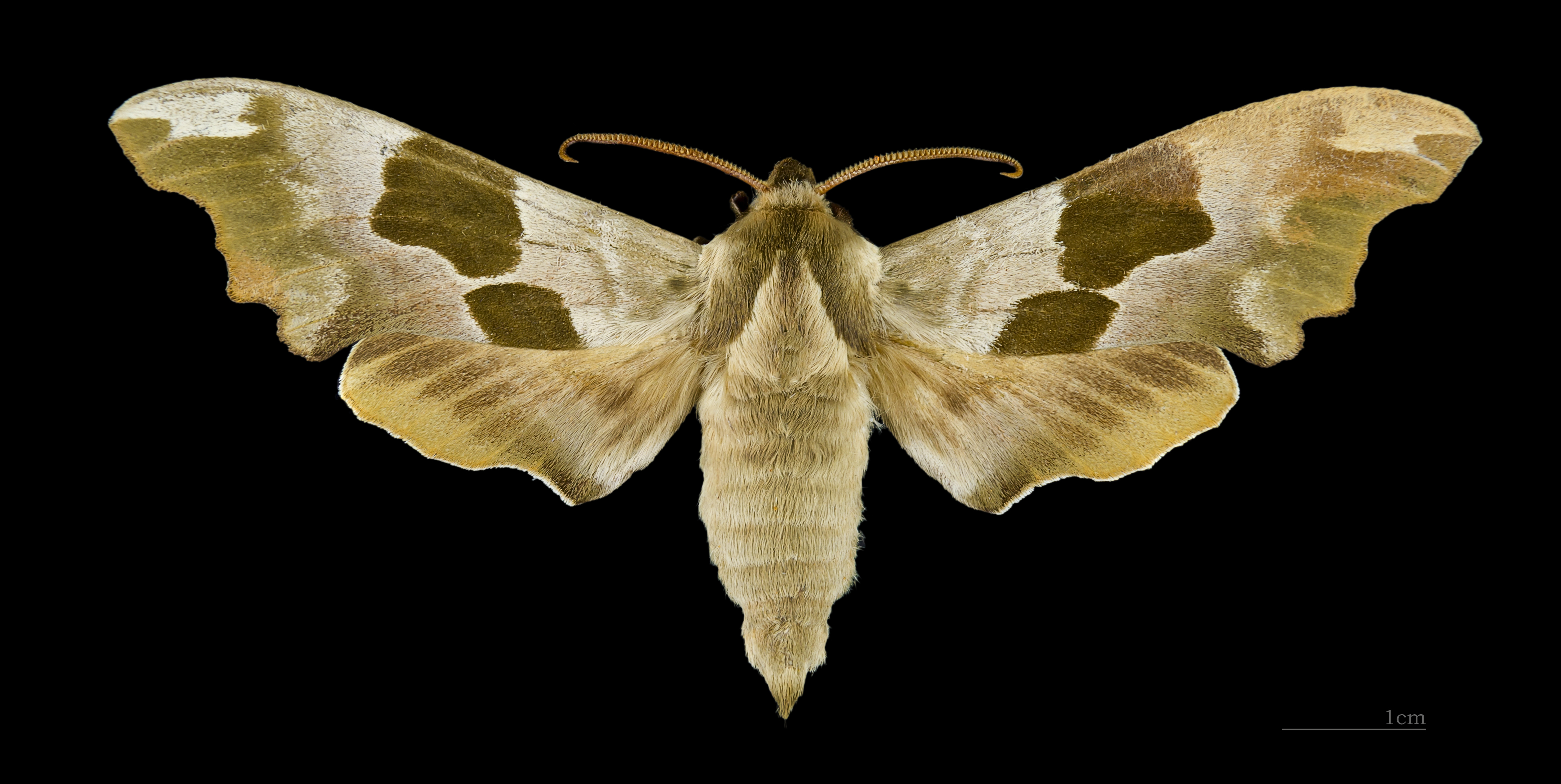
Mimas tiliae ♂ - MHNT
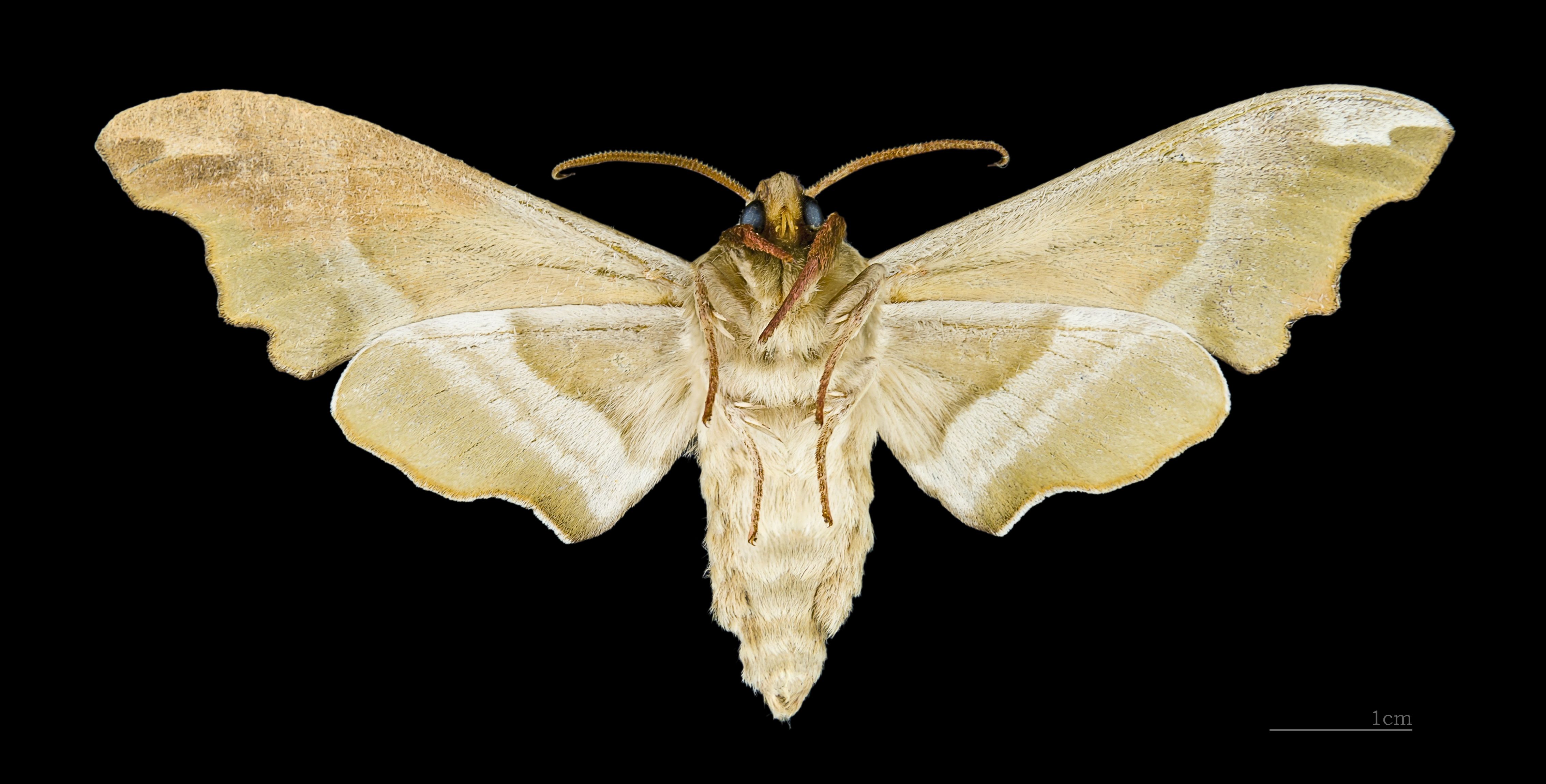
Mimas tiliae ♂ △ - MHNT
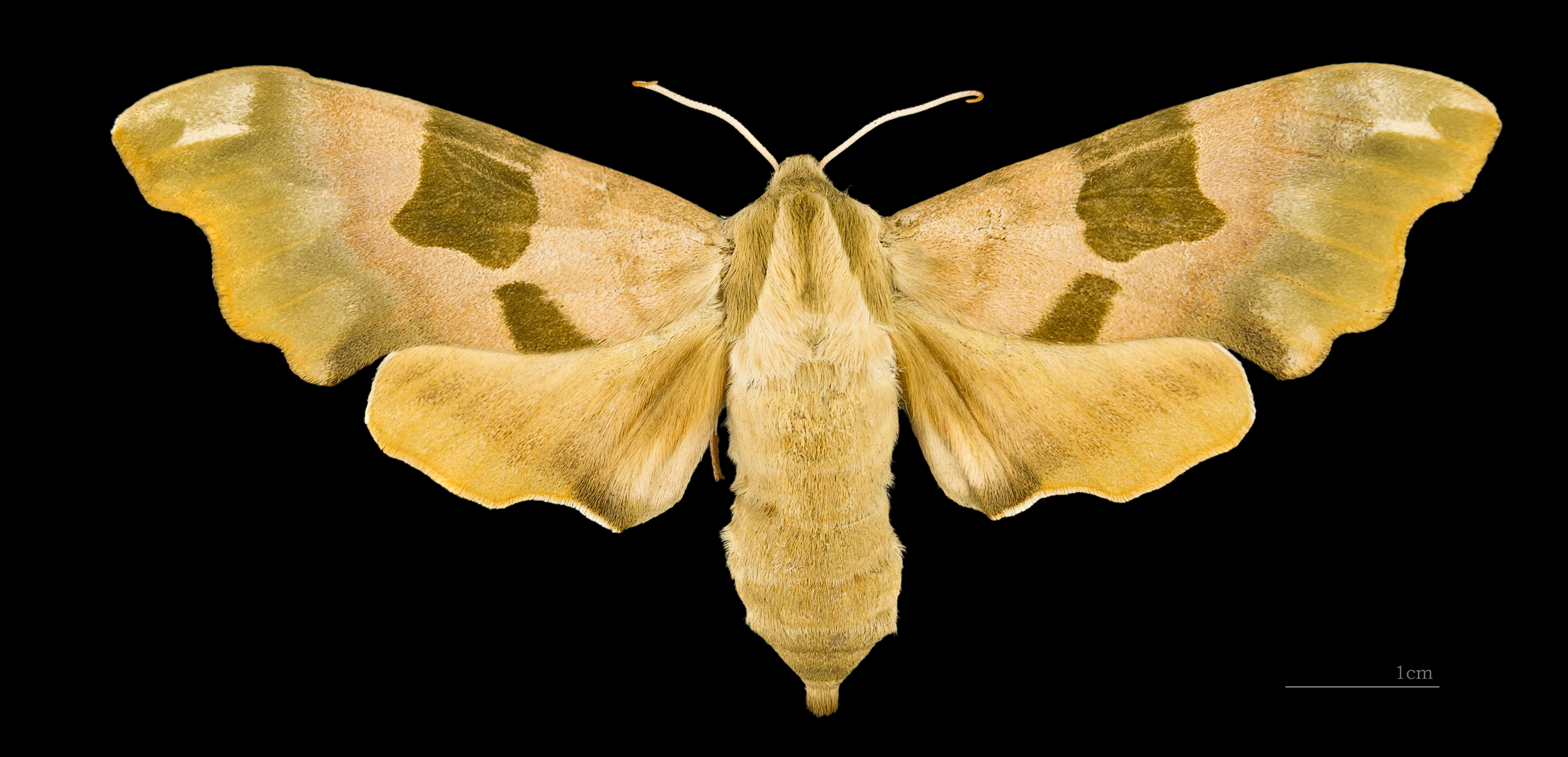
Mimas tiliae ♀ - MHNT
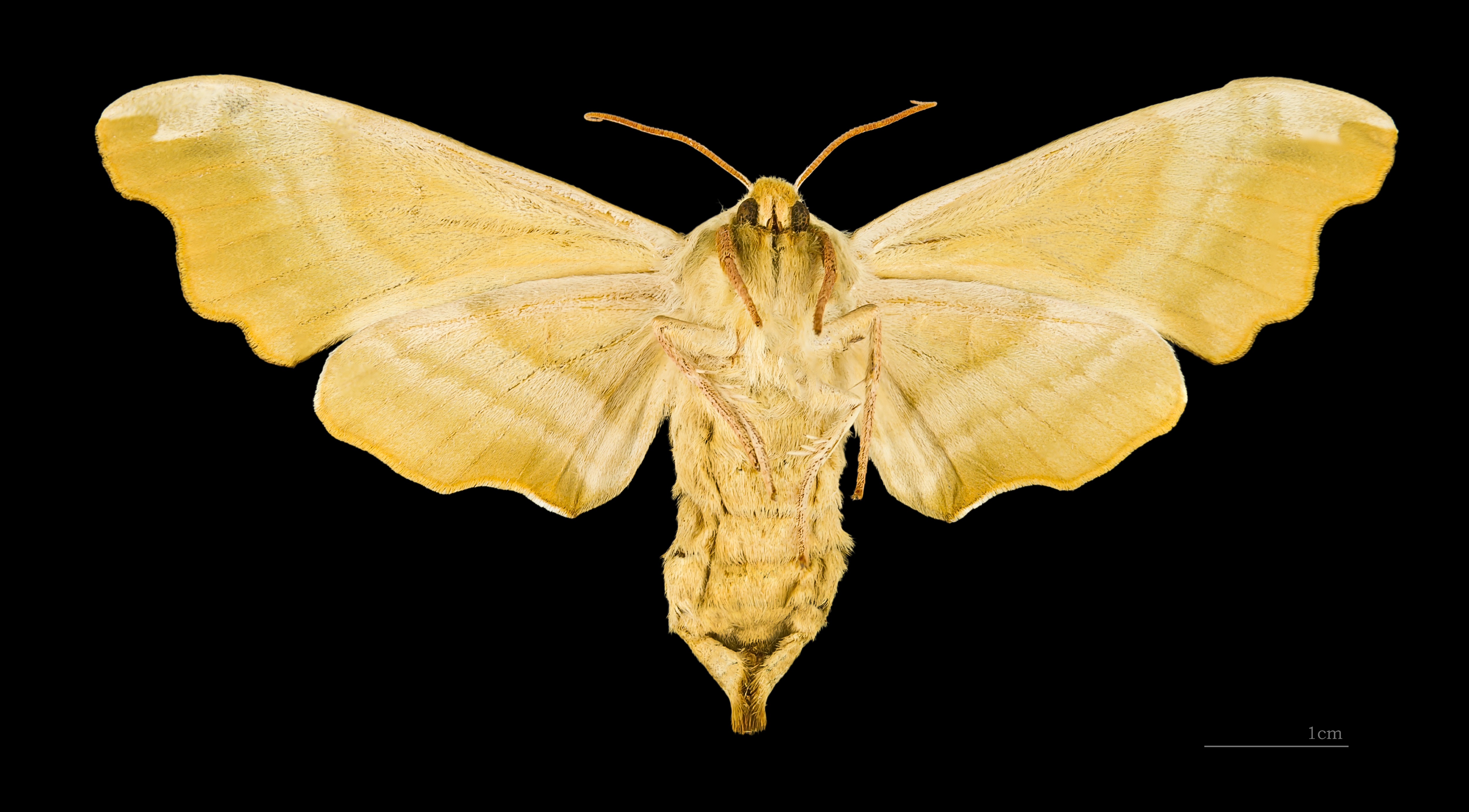
Mimas tiliae ♀ △ - MHNT